# Nagyanyó kisasszony
A Nagyanyó kisasszony, angol címén Miss Granny (hangul: 수상한 그녀, Szuszanghan kunjo, RR: Susanghan geunyeo) 2014-ben bemutatott dél-koreai filmvígjáték Na Munhi (Na Mun-hui) és Sim Ungjong (Sim Eun-gyeong) főszereplésével. Sim Ungjong (Sim Eun-gyeong) alakításáért elnyerte a Paeksang Arts Awards legjobb színésznőnek járó elismerését.
Magyarországon a 8. koreai filmfesztivál keretében az Uránia Nemzeti Filmszínház vetítette 2015 novemberében.

## Történet
O Malszun (Oh Mal-soon) nagyszájú, háklis vénasszony, aki mindenkinél mindent jobban tud, mindenbe beleüti az orrát, és mindenkit megszid. Természete miatt gyakran kerül összetűzésbe a menyével, és másokkal is. Mikor kiderül, hogy menye szívbeteg, a család úgy véli, az asszonynak a nagymama folytonos zsörtölődése, elégedetlensége ártott meg, és fontolóra veszik, hogy öregek otthonába íratják. Malszun (Malsun), aki nagyon nehéz körülmények között, özvegyen nevelte fel a fiát, úgy érzi, családjának nincs többé rá szüksége, elmegy hát megcsináltatni a halotti arcképét az Örök Fiatalság Fényképészetbe. Csakhogy miután kilép az ajtón, döbbenten veszi észre, hogy megfiatalodott: újra 20 éves. O Duri (Oh Du-ri) néven szobát bérel Pak (Park) úrnál, aki valaha a családja szolgálója volt, később pedig barátok lettek. Duri megvalósíthatja Malszun (Malsun) fiatalkori álmát: énekes lehet, miután unokája, a mit sem sejtő Pan Dzsiha (Ban Ji-ha) egy karaokéverseny után ráveszi, legyen az együttese énekese. A lány énekhangja felkelti a jóképű producer, Han Szongu (Han Seung-u) figyelmét, aki vonzódni kezd a vidéki akcentussal beszélő és „mamásan” viselkedő Duri iránt.

## Szereplők
- Sim Ungjong (Sim Eun-gyeong) mint O Duri (Oh Du-ri)
- Na Munhi (Na Mun-hui) mint O Malszun (Oh Mal-soon)
- Pak Inhvan (Park In-hwan) mint Pak (Park) úr
- Szong Dongil (Seong Dong-il) mint Pan Hjoncshol (Ban Hyeon-cheol)
- I Dzsinuk (Lee Jin-uk) mint Han Szongu (Han Seung-u)
- Hvang Dzsongmin (Hwang Jeong-min) mint Edzsa (Ae-ja)
- Kim Szulgi (Kim Seul-gi) mint Pan Hanna (Ban Ha-na)
- Csong Dzsinjong (Jeong Jinyoung) mint Pan Dzsiha (Ban Ji-ha)
- Kim Hjonszuk (Kim Hyeon-suk) mint Pak Najong (Park Na-young)
- Ha Jondzsu (Ha Yeon-ju) mint Szujon (Su-yeon)
- Pak Hjedzsin (Park Hye-jin) mint Okcsa (Ok-ja )
- Kim Szuhjon (Kim Su-hyeon) mint fiatal Pak úr (cameo)